# Luis de Carvajal (pintor)

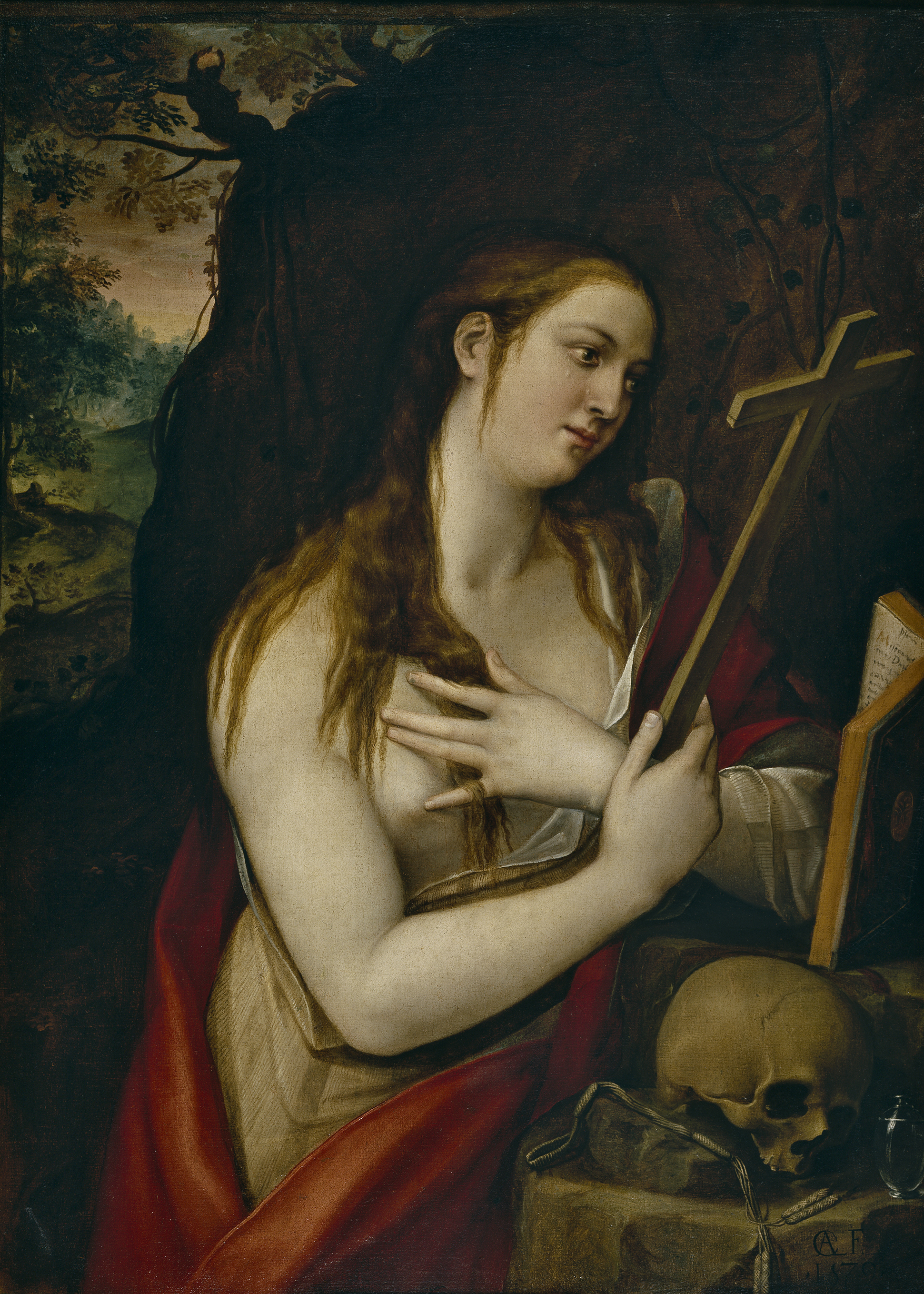
Magdalena penitent, 1579, 130 x 94 cm, Madrid, Museu del Prado. Procedent del Monestir de El Escorial.

Luis de Carvajal (1556-1607) va ser un pintor manierista espanyol.
Nasqué a Toledo, es va formar amb Juan de Villoldo, anant després a Roma, on està documentat el 1577 com membreo de l'Acadèmia de Sant Lluc. Retornat a Toledo, un any després va pintar el retrat de l'arquebisbe Bartolomé de Carranza per a la sèrie de retrats de la sala capitular de la seva catedral. Per influència del seu germanastre, l'esculptor Juan Bautista Monegro, entra a trèballar al serveio de Felip II en les obres de decoració del Monestir d'El Escorial. Carvajal serà un dels impulsors peninsulars del naturalisme, també, de l'obra de Jacopo Bassano i de Tizià, s'anirà desvinculant del manierisme romà.
Des de 1583 se'l troba establert a Madrid amb importants encàrrecs a Madrid i Toledo. A la seva mort, ocorreguda a Madrid el 1607, estava treballant en les decoracions al fresc del Palau del Pardo.